# Abby Bishop
Abby Bishop (29 de noviembre de 1988) es una baloncestista profesional australiana de alera / pívot. En los Estados Unidos, ella jugó para Seattle Storm de la WNBA en 2010, cuando el equipo ganó un campeonato de liga. En Australia, se ha desempeñado en el Australian Institute of Sport de 2005 a 2006, Canberra Capitals desde 2006 a 2010, Dandenong Rangers de 2010-2011 y actualmente es miembro del Adelaide Lightning. Ella es miembro del equipo nacional de baloncesto femenino de Australia y ganó una medalla de oro durante las series de Cualificaciones de Oceanía Mundial en 2007.

## Primeros años
Bishop nació el 29 de noviembre de 1988. Ella mide 189 centímetros (74 pulgadas) de altura, y fue destacada en el calendario de la Liga Nacional Femenina de Baloncesto (WNBL) en 2009.

## Baloncesto

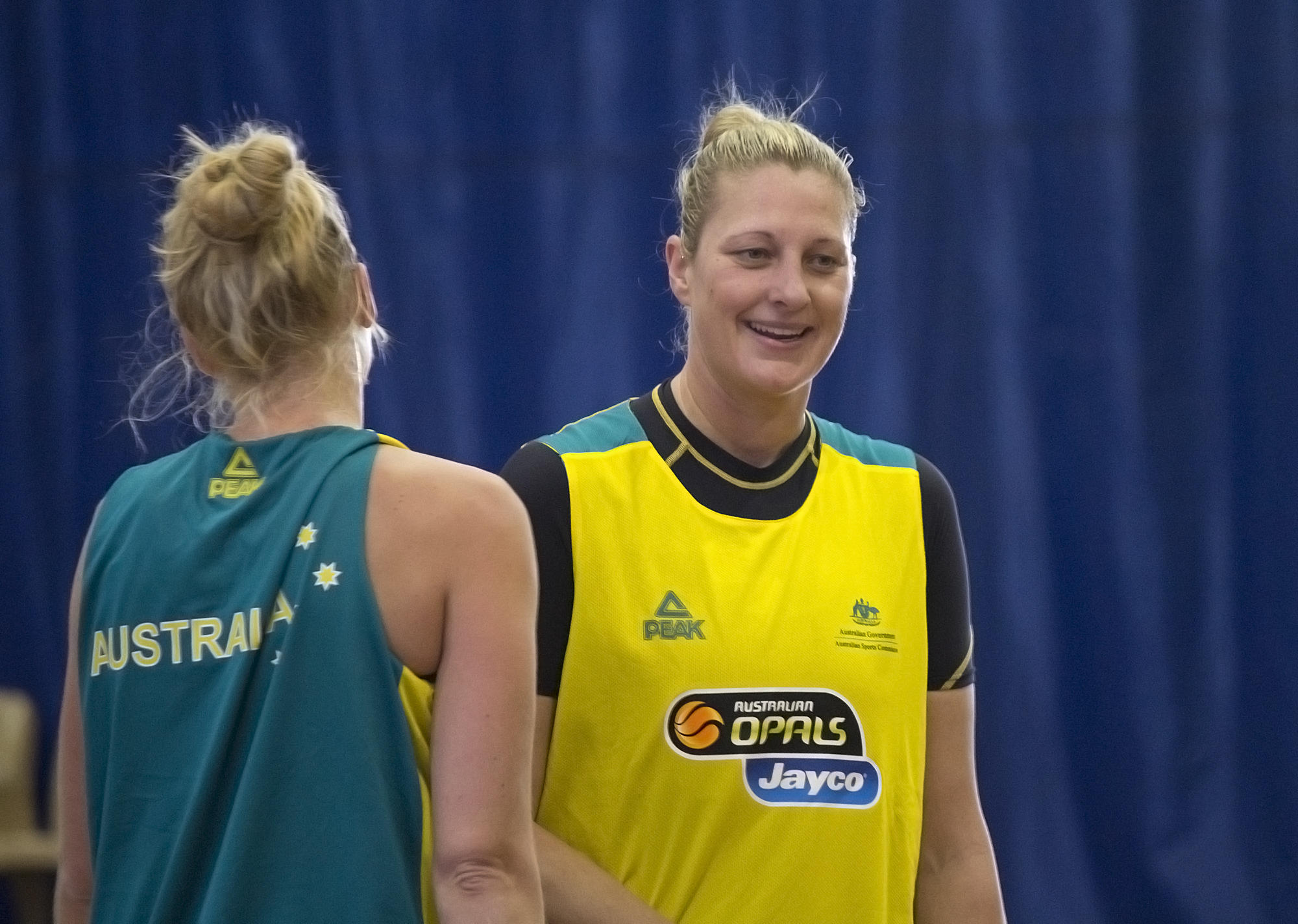
Suzy Batkovic y Abby Bishop en el segundo día del campamento de Opals.

Bishop es una alto alera. En 2008, ella apareció como estrella del baloncesto en myFiba.
Bishop jugó en el South East Australian Basketball League (SEABL) durante la temporada de invierno de 2011 para Swinburne Kilsyth Lady Cobras junto a otras estrellas de la WNBL como Eva Afeaki y Chantella Perera. Ella se despidió de la Swinburne Kilsyth Lady Cobras en junio mientras estaba de gira con el equipo de Australian Opals en China, donde Australia compitió en el torneo Cuatro Naciones Qi Yi junto con Brasil y Nueva Zelanda.